# 錫爾斯 (紐約州)
錫爾斯（英語：Thiells）是位於美國紐約州羅克蘭縣的普查規定居民點。

## 人口
根據2020年美國人口普查的數據，錫爾斯的面積為4.79平方千米，當中陸地面積為4.70平方千米，而水域面積為0.08平方千米。當地共有人口5240人，而人口密度為每平方千米1,093.95人。